# Carlo Mantegazza
Carlo Mantegazza (fl. XX secolo) è stato un allenatore di calcio e calciatore italiano.

## Carriera

### Giocatore
Ha giocato nelle serie minori con la Tritium e successivamente nel Saronno, dove ha giocato in Serie C ed è rimasto fino al 1946, anno in cui ha terminato la carriera da calciatore.

### Allenatore
Nella stagione 1946-1947 ha allenato in Serie B nella Pro Sesto, venendo sostituito in panchina a stagione in corso da Alexander Popovic. Successivamente ha allenato la squadra lombarda anche nella stagione 1950-1951, in Serie C.